# IC-Kurierdienst
Mit dem IC-Kurierdienst (Eigenschreibung: ic:kurier-Service) bietet die Deutsche Bahn (DB) einen Kurierdienst an, der kleinere Frachtsendungen mit schnellen Personenzügen verschickt.

## Geschichte
In der Form des Expressguts war die Beförderung von Frachtsendungen in Personenzügen in Deutschland bis Anfang der 1990er Jahre üblich. In Intercity-Zügen hatte ab 1982 der erste 2. Klasse-Wagen hinter dem Speisewagen stets ein Zugsekretariat und trug ein Schild mit dem Titel „IC-Kurierdienst“. Die Deutsche Bundesbahn gab den Service 1989/90 auf.

## Organisation
Den IC-Kurierdienst bietet die DB seit 2003 in Zusammenarbeit mit dem Partner time:matters, einer Lufthansa-Tochter, in ICE-, IC und EC-Zügen deutschlandweit an. Im internationalen Verkehr erstreckt sich der Service auf ausgewählte Ziele, wie Paris (Bahnhof Paris-Est), Wien, Basel Badischer Bahnhof und Amsterdam, also Bahnhöfe, die von EC-Zügen und ICE-Zügen der DB angefahren werden. Etwa 140 Bahnhöfe sind in den Dienst eingebunden.

## Ablauf
An den Bahnhöfen des IC- und ICE-Verkehrs werden die Sendungen an der DB Information oder einem ic:kurier-Schalter entgegengenommen und dann dem Zugpersonal eines passenden Zuges übergeben. In der Regel wird die Sendung dann in einem Dienstabteil befördert.
Das Abholen der Sendung beim Absender sowie das Zustellen direkt beim Empfänger ist gegen zusätzliches Entgelt möglich. Für den Fall, dass eine pünktliche Zustellung nicht erfolgt, weil etwa ein Zug verspätet verkehrt, besteht eine Geld-Zurück-Garantie.
Die am häufigsten angebotene Verbindung ist Hamburg–Berlin, 20-mal am Tag, Dauer: 1:45 Stunden, die weiteste ist mit: 5:30 Stunden (15-mal am Tag) die Relation München–Hamburg und als Verbindung ins Ausland wird z. B. Frankfurt–Paris mit 3:45 Stunden 8-mal am Tag angeboten. Ein Versand von Frankfurt nach Berlin kostet etwa 125 Euro (22 Cent/km) zuzüglich je 33 Euro bei von „Haus-zu-Haus“-Zustellung zwischen Haustür und Bahnhof an jedem Ende des Transportweges.

## Wissenswert
Ein Tochterunternehmen der China Railway (CR), CR-Express, hat mit den Hochgeschwindigkeitszügen der CR einen Kurierdienst aufgebaut, der ähnlich dem IC-Kurierdienst funktioniert.